# Бій біля мису Бугаро
Бій біля мису Бугаро (англ. Action off Cape Bougaroun), також атака на конвой KMF-25A (англ. Attack on Convoy KMF-25A) — морський бій військово-морських сил Великої Британії, США, Нідерландів та Греції з авіацією Люфтваффе, що атакувала конвой KMF-25A під час битви на Середземному морі.

## Перебіг подій
Транспортний конвой KMF-25A, що складався з 26 американських, британських, голландських та грецьких військових транспортних суден під ескортом 15 бойових кораблів прямував вздовж алжирського узбережжя з Ліверпуля до Неаполя, коли ввечері 6 листопада 1943 він був атакований з повітря німецькими торпедоносцями та бомбардувальниками. 6 кораблів та суден союзників затонуло або було серйозно пошкоджено внаслідок повітряної атаки і 6 німецьких бойових літаків було знищено. Німцям вдалося здобути тактичної перемоги, хоча завдяки чіткій організації протиповітряної оборони та взаємодії союзникам вдалося врятувати більш за 6 000 моряків, що були на знищених суднах.

## Цікавий факт
Під час бою біля мису Бугаро, один невідомий матрос зі складу екіпажу американського есмінця «Бітті» кинув за борт послання в пляшці. В ньому було написано:

| «Наш корабель тоне. Сигнали SOS марні. Думаю, це кінець. Може це послання колись досягне берегів Штатів. Оригінальний текст (англ.) «"Our ship is sinking. SOS didn't do any good. Think it's the end. Maybe this message will get to the U.S. some day."» |
У 1944 пляшку з посланням знайшли на одному з пляжів Мена. Таким чином послання пропливло кілька тисяч кілометрів крізь Середземне море та Північну Атлантику, перед тим, як досягло узбережжя США.